# Cei 42 de eroi din Crăciunelu de Jos
După anul 1990, în localitatea Crăciunelu de Jos din județul Alba a fost înălțată o troiță pentru comemorarea a 42 de eroi din localitate, căzuți în cel de-al doilea război mondial:
1. Ioan Baba, născut în anul 1908, a urmat stagiul militar la Beiuș, într-o unitate de vânători de munte. A fost dat dispărut în regiunea Harkov.
2. Ionel Baba, născut în 1913, a efectuat stagiul militar, între anii 1935 și 1936, la o unitate militară din Satu Mare. În 1939 a fost concentrat cu gradul de sergent la Regimentul 91 Infanterie din Alba Iulia, care, la 20 III 1942. a fost trimis pe frontul de est. Rănit la cap și la picior, Ionel Baba, căzut prizonier, refuză să intre în Divizia „Tudor Vladimirescu”. Deportat, moare într-un lagăr de prizonieri din Stalingrad. 
3. Vasile Baba, născut în anul 1922, a urmat stagiul militar la Regimentul 82 Infanterie, în anul 1943, având gradul de caporal. Luat prizonier de sovietici, la 23 VIII 1944, într-o pădure de lângă Podul Iloaiei, a fost transferat în regiunea Uzman din U.R.S.S., iar de acolo în lagărul numărul 3 din Voronej, unde moare în anul 1945. 
4. Vistian Baba, născut în 1922, efectuează stagiul militar, în 1943, în Regimentul 82 Infanterie, având gradul de caporal. Este luat prizonier după 23 VIII 1944 și moare în primăvara anului 1945, în lagărul nr. 3 din Voronej.
5. Ioan Balica, născut în 1906 în Ocnișoara și ajuns în Crăciunelu de Jos prin căsătorie, își satisface stagiul militar în perioada 1926-1928, la Regimentul 40 Artilerie din Alba Iulia. A participat, între anii 1941-1942, la luptele de pe frontul de est, căzând prizonier la Stalingrad. În final a fost dat dispărut.
6. Ioan Bărbuleț, născut la 10 VI 1919, a efectuat stagiul militar între 1941 și 1942, la o unitate de cavalerie, cu sediul la Dumbrăveni. Cu gradul de sergent, cade eroic, la 24 IX 1942, pe câmpul de luptă în regiunea Erevan-Ambiokaia.
7. Visentea Boitor, născut în 1915 în satul Ciufud, și-a satisfăcut stagiul militar (1935-1936) la o unitate de grăniceri din Chișinău. Participă, în cadrul Batalionului 7 Vânători de munte, pe frontul din Ucraina, unde cade eroic în toamna anului 1941, în regiunea localității Iariveskaia.
8. Gheorghe Bonțida, născut în anul 1914, a fost concentrat ca mână de lucru pe frontul de est, pentru efectuarea unor lucrări la calea ferată și la construirea unor adăposturi și tranșee. A fost dat dispărut în condiții necunoscute.
9. Vasile Cândea, născut în 1914 în Blaj, a fost învățător în satul Crăciunelu de Jos. Urmează cursurile Școlii de ofițeri în rezervă, fiind avansat la gradul de sublocotenent, iar în 1941 pleacă pe frontul de est cu Batalionul 20 Vânători de munte din Aiud. Cade eroic în 1941, în fruntea ostașilor săi, la nord de Odessa, în zona localității Malaya-Berejorca.
10. Alexandru Coman, născut în 1918, își efectuează stagiul militar în Divizionul 3 Obuziere de munte. În iarna anului 1945, în luptele de la poalele Munților Bükk, este grav rănit și moare într-un spital de campanie din Cehoslovacia.    
11. Ioan Coman, născut în 1921, își satisface stagiul militar în Regimentul 82 Infanterie din Târnăveni și este luat prizonier, după 23 VIII 1944, în satul Jitov de lângă Piatra Neamț. A fost deportat în lagărele din Uzman, Voronej (lagărul nr. 3) și din Asia, de unde nu se mai întoarce.  
12. Ioan Comșa, născut în anul 1921, efectuează stagiul militar (1941-1942) la Regimentul 82 Infanterie din Târnăveni. În perioada 1942-1944 participă la acțiunile militare de pe frontul de est, iar la 23 VIII 1944 a fost luat prizonier de sovietici. A fost deportat, inițial, în lagărul de la Uzman, iar apoi în cel de la Voronej, unde moare.
13. Vasile Comșa, născut în 1917, a urmat Școala de Subofițeri de Jandarmi din București. În perioada 1941-1944, participă la luptele de pe teritoriul U.R.S.S.-ului și moare în largul Mării Negre, pe un vas mitraliat de un avion inamic, în timpul retragerii din Crimeea spre Constanța.
14. Vasile Comșa (Țâca), născut în 1920, și-a satisfăcut stagiul militar la Batalionul 5 Vânători de munte din Abrud (1940-1941), fiind avansat la gradul de sergent. A căzut eroic în Crimeea (20 IX 1943).
15. Ioan Cristea, născut în 1920, își satisface stagiul militar, în perioada 1941-1942, la Regimentul 41 Artilerie din Brașov. Prins în încercuirea de la Cotul Donului (1942), a fost dat dispărut.
16. Simion Crișan, născut în 1920, efectuează stagiul militar în Batalionul de pontonieri, din Sebeș-Alba (1940-1941). Moare, în 1942, făcând de gardă la un pod bombardat de aviația sovietică.
17. Teodor Domșa, născut în 1914 în satul Pețelca, se stabilește în Crăciunelu de Jos prin căsătorie. Luptă în cadrul Regimentului 1 Vânători și cade eroic în regiunea Odessa, la 24 IX 1941.
18. Ioan Fântână, născut în 1914, urmează stagiul militar la Batalionul 5 Vânători de munte din Abrud. Cade eroic, pe teritoriul Ucrainei, în toamna anului 1941. 
19. Vasile Goța, născut la 25 X 1922, efectuează stagiul militar în Regimentul 40 Artilerie din Alba Iulia. Luat prizonier de sovietici, după 23 VIII 1944, în regiunea orașului Iași, moare în lagăr la Rostov.
20. Emil Iuga, născut în 1907, urmează stagiul militar în Batalionul de Vânători de munte din Beiuș (1927-1928). Este grav rănit în luptele din zona Sulița Moldovei, în 1941. La cererea sa și a soției este externat din spitalul din Câmpulung Moldovenesc și moare, la scurt timp, acasă.
21. Andrei Lăcătuș, născut în 1912, și-a satisfăcut stagiul militar în Râmnicu Sărat (1932-1933). Participă, în cadrul unei unități de vânători de munte, la luptele din Munții Caucaz. Este ucis, în toamna anului 1942, de o bombă de aruncător.
22. Mihai Lăcătuș, născut în 1914, își efectuează stagiul militar în Râmnicu Sărat. În primăvara anului 1942 este rănit și internat într-un spital din U.R.S.S., fiind, ulterior, dat dispărut.
23. Ștefan Lăcătuș, născut în 1914, efectuează stagiul militar în Regimentul 6 Pionieri din Alba Iulia (1934-1935). Participă cu Regimentul 9 Dorobanți la luptele din zona Cotul Donului și este dat dispărut în anul 1942.
24. Nicolae Mailat, născut în 1911, își satisface stagiul militar, în anii 1931 și 1932, în Batalionul de Vânători de munte din Beiuș. Moare în anul 1942, pe teritoriul Ucrainei, într-o ambuscadă în care a căzut coloana de căruțe pentru transportul materialelor în care activa. 
25. Cornel Mărculeț, născut în anul 1903, efectuează stagiul militar, probabil, la o unitate de vânători de munte. Participă la campania din est de unde nu se mai întoarce.
26. Trifan Mărculeț, născut în 1914, participă ca brancardier la operațiunile militare de pe teritoriul Cehoslovaciei începând din anul 1944. Moare la 9 IV 1945 în Munții Tatra în timp ce participa la evacuarea răniților din linia întâi. 
27. Gheorghe Mărginean, născut în 1914, participă în toamna anului 1944 la luptele purtate împotriva trupelor hitleristo-horthyste în apropierea localității Mirăslău. Se îmbolnăvește de tifos exantematic și moare în spital la Aiud. 
28. Ioan Mărginean, născut în anul 1922, moare în anul 1944 într-o unitate militară din Roșiorii de Vede în timp ce participa la întreținerea armamentului. 
29. Traian Moiseș, născut în 1911 în Galda de Jos, ajunge în Crăciunelu de Jos prin căsătorie. Urmează stagiul militar în Regimentul 40 Artilerie din Alba Iulia, iar în anul 1942 a fost prins în încercuirea de la Stalingrad și dat dispărut.
30. Vasile Pascu, născut în anul 1914, își satisface stagiul militar la Batalionul 20 Vânători de munte din Aiud (1934-1935). Cade eroic, în 1942, în luptele din Munții Caucaz.
31. Gheorghe Raț, născut în 1913, urmează stagiul militar la Escadronul 3 Vânători călare din Dumbrăveni (1933-1934). Moare în toamna anului 1944, pe drumul dintre Cistei și Mihalț după ce tancul sovietic pe care călătorea s-a răsturnat. 
32. Gheorghe Roșian, născut în 1922, efectuează stagiul militar, în 1942, la Regimentul 82 Infanterie din Târnăveni. Începând din anul 1943, participă la operațiunile militare de pe frontul de est, fiind dat dispărut.
33. Alexandru Sârbu, născut în 1916, își satisface stagiul militar în cadrul Escadronului 3 Vânători călare din Dumbrăveni, în perioada 1936-1937. A participat – din iunie 1941 – la luptele de pe frontul de est și a fost dat dispărut în condiții necunoscute.
34. Gheorghe Sârbu, născut în 1920, urmează stagiul militar, în perioada 1940-1941, la Regimentul 19 Artilerie din Ploiești. Prins în încercuirea de la Cotul Donului, a fost dat dispărut.
35. Ioan Ștef, născut în 1914, își satisface stagiul militar, în intervalul 1934-1935, în Batalionul 8 Vânători de Munte din Aiud. A căzut eroic în anul 1943 în luptele de la Sevastopol, din Crimeea.
36. Mihai Surany, născut la 11 IV 1911, își efectuează stagiul militar la jandarmi, în Chișinău și Tighina (Basarabia). Unitatea din care făcea parte a fost încercuită la Stalingrad, iar ultima știre despre el a fost furnizată de Crucea Roșie Germană, la 12 XII 1942. În final a fost dat dispărut. 
37. Gligor Urian, își satisface stagiul militar în Regimentul 82 Infanterie din Târnăveni, cu care participă la luptele date pe frontul de est. În anul 1944 a fost luat prizonier și moare într-un lagăr din U.R.S.S.
38. Iulian Urian, născut în 1916, urmează stagiul militar în Regimentul 91 Infanterie din Alba Iulia, cu care ajunge pe front. Moare în anul 1942, în luptele din Munții Caucaz.
39. Nelu Urian (fratele lui Gligor și Iulian Urian), născut în 1923, își efectuează stagiul militar la Regimentul 82 Infanterie din Târnăveni. În intervalul 1943-1944 a participat la operațiunile militare de pe frontul antisovietic, iar după 23 VIII 1944, la cele de pe frontul antihitlerist. Cade eroic în iarna anului 1945, în confruntările din Munții Tatra.
40. Gheorghe Vestemean, născut în 1920, își desfășoară stagiul militar la Regimentul 82 Infanterie din Târnăveni. În august 1944 este făcut prizonier și deportat, pe rând, în lagărele de la Uzman și Voronej (lagărul nr. 3). În anul 1945 a fost mutat într-un lagăr necunoscut de unde nu s-a mai întors.
41. Ioan Vestemean, născut în anul 1920, urmează stagiul militar în Regimentul 41 Artilerie din Codlea. În anul 1942, în timpul luptelor de la Cotul Donului, a fost dat dispărut.
42. Gheorghe Zehan, născut în anul 1919, urmează între 1941 și 1943 Școala Militară de Ofițeri de Infanterie din Sibiu, unde este avansat la gradul de sublocotenent. Participă atât la operațiunile militare de pe frontul de est (1943-1944), cât și la cele de pe frontul de vest. Cade eroic, în toamna anului 1944, în timpul luptelor din regiunea orașului Drobeta-Turnu Severin.